# オオマドボタル
オオマドボタル Pyrocoelia disciolis (Kiesenwetter) はホタル科の昆虫の1つ。雄成虫の前胸の前の方に1対の透明な『窓』があり、中央には赤い斑紋がある。幼虫はよく光る。

## 特徴
性的二形が著しく、雄は普通のホタル類の形であるが、雌は上翅が痕跡的で腹部が大きく露出している。雄は体長が10.5mm前後、頭部は黒く、前胸背も黒だがその前方部分に1対の透明な部分が窓のようにあり、頭部を引っ込めた時にはその窓から複眼が見える。また前胸背の中央には鮮やかな赤色の斑紋があるが、この斑紋の大きさは地域のよって変異が大きい。腹部も黒いが尾端には一対の小さな発光器がある。触角は幅が広くて長い。雌は体長が17mm前後あり、複眼や触角は雄より小さい。前翅は小さく退化しており、痕跡的に八の字状の形で存在するが、完全に退化した個体もあり、またいずれにしても後翅は完全に退化している。
幼虫は体表がキチン質で丈夫になっており、頭部は小さい。背面はやや扁平で体表には艶がなく、腹部は細長くて後方に向けて次第に狭まっている。前胸背板は黒褐色で前の両端と後の両端には淡い色の斑紋があり、それ以降の中胸から腹部の第7節まで黒褐色で後方両端に淡い色の斑紋がある。体長は終齢幼虫で20～30mmに達する。尾端に1対の発光器がある。

## 分布
本州、四国、九州に分布する。模式産地は長崎。本州では近畿以西とされているが、後述のようにより東に分布するクロマドボタルと同種ではないかとの説もある。
黒澤他(1985)では山地に見られるものの少ない、と記されているが大場(2012)は目立たないものの身近に多く生息するもの、としている。杉林や竹林などに多く見られ、湿潤で幼虫の餌となる陸産貝が多いところに生息し、また山間部では水田周辺の草地でも幼虫を多く見ることが出来る。

## 習性
成虫は昼も夜も活動する両行性である。成虫の出現時期は5月下旬から7月下旬で、標高が高い地域ほど遅れる傾向がある。雄は昼間には葉に止まっていることが多く、時折飛翔している。雌は地表にいる。雄は夜間には止まっている時も飛んでいる時も弱く発光し続ける。
配偶行動としては本種はあまり光に頼らず、主として雌が放出するフェロモンに雄が惹かれることによって行われ、雄の発光は補助的な役割を担うと思われる。雄は止まっている時に触角をＶの字状に立て、また歩脚を踏ん張るように立てて身体を左右に振り、これは雌のフェロモンを感受しようとする行動とされる。
幼虫は夜間に地上や樹幹などを歩き回り、ウスカワマイマイなどの陸産貝類を餌とする。発光は強く、常時光っている。成虫になるには1年上かかると思われ、蛹化の際には蛹のための部屋(土繭)を作ることなく岩の隙間などを利用する。

## 分類など
本種の属するマドボタル属には日本に8種ばかりがあるが、6種は琉球列島と対馬に産するもので、日本本土には本種ともう1種があるのみである。もう1種のクロマドボタル P. fumosa は本種に似ているが前胸背は窓が透明である以外は黒く、本種のような赤い斑紋はない。また本種よりやや小さい。
ただしこの点に関しては疑問も提示されている。大場、後藤(1992)によると本種の中でも前胸背中央の赤い斑紋の大きさには差があり、またそれがないとされるクロマドでも痕跡的な赤斑が見られる例があるという。それらの分布として典型的なオオマドは近畿地方以西、クロマドはそれ以北であるがオオマドの前胸背の赤斑が縮小したタイプは愛媛県と大阪府で、痕跡的に認められるタイプは京都府と神奈川県で認められ、また神奈川と愛媛の変異型の見られる地域ではそれぞれオオマドとクロマドの標準型も共存していた。またクロマドとオオマドの幼虫ではその形態がきわめて類似しており、ほぼ区別出来ない。更に両者の生殖器もきわめてよく似ていることが知られている。またこの2種は同じような配偶行動のパターンを有しており、共存した場合には交雑種を生じる可能性が高いことも示唆されている。そのようなことから彼らはこの2種が同1種であり、その斑紋の違いはいわゆるクラインと見なすべきではないか、との判断を示した。ただしSuzuki(1997)は日本産のホタル類の分子系統による系統を検討しており、それによると日本産のマドボタル類は大きく2つのクレードをなしており、その中で本種とクロマドは同一のクラスターに属しているが、このクラスターも大きく2つに分かれており、そこではこの2種は別個のクレードにあり、本種はオオシママドボタル P. abdominalis と、クロマドはアマミマドボタル P. oshimana などと同一のクレードを作っている、との結果となっている。